# Дармокса (Сучава)
Дармокса (рум. Dârmoxa) насеље је у Румунији у округу Сучава у општини Броштени. Oпштина се налази на надморској висини од 864 m.

## Становништво
Према подацима из 2002. године у насељу је живело 195 становника, од којих су сви румунске националности.